# Hệ thống quản lý phiên bản
Trong kỹ nghệ phần mềm, một hệ thống quản lý phiên bản (còn viết là VCS theo từ tiếng Anh version control systems) là một hệ thống lưu giữ các phiên bản của mã nguồn của sản phẩm phần mềm, giúp các lập trình viên có thể dễ dàng lấy lại phiên bản mong muốn.